# Agnieszka Tyszka

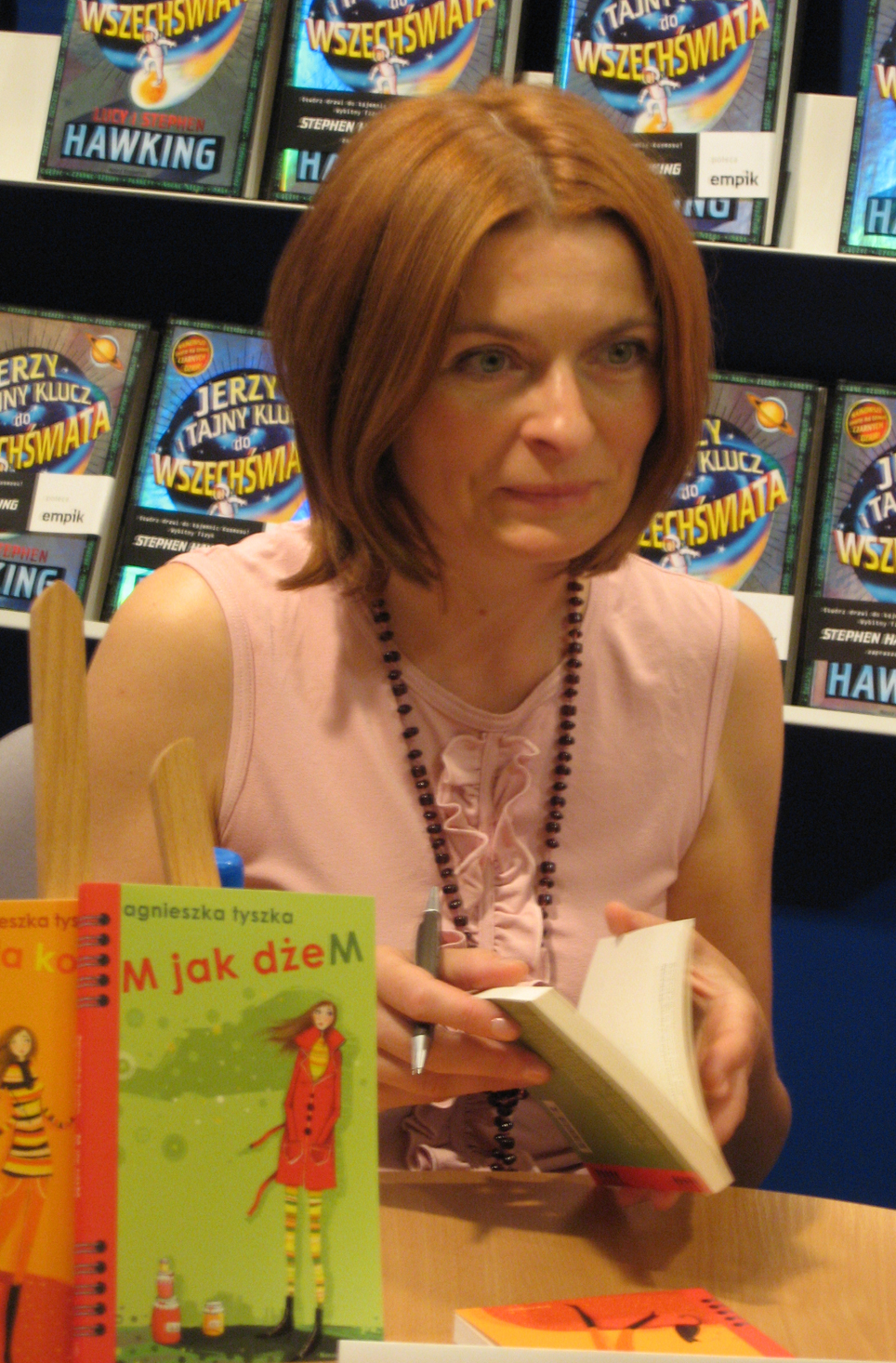
Agnieszka Tyszka

Agnieszka Tyszka (ur. w 1968 roku w Toruniu) – polska pisarka książek dla dzieci. Jej twórczość prezentowana była w  telewizyjnej Jedyneczce.

## Życiorys
Agnieszka Tyszka ukończyła studia na Wydziale Polonistyki UW. Przez kilka lat pracowała jako dziennikarka prasowa. W 2005 otrzymała Nagrodę im. Kornela Makuszyńskiego za książkę Róże w garażu. 
Pisze głównie dla dzieci, młodzieży, jest autorką powieści, bajek, opowiadań, słuchowisk radiowych i scenariuszy teatralnych. 
Członkini Unii Literackiej. 
Ma trzy córki: Asię, Julę, Melę, które są inspiracją przygód żeńskich bohaterek książek.

## Wybrana twórczość
- 2000: Kot Bazyli: koty chodzą własnymi ścieżkami, ISBN 83-7156-417-1
- 2001: Lew Leon: koty chodzą własnymi ścieżkami ISBN 83-7156-417-1
- 2001: Świąteczny Elf, ISBN 83-914684-8-8
- 2004: Róże w garażu, ISBN 83-89409-14-3
- 2006: Świat się roi od Marianów, ISBN 978-83-7437-171-1
- 2007: M jak dżeM, ISBN 978-83-10-11258-3
- 2008: Kawa dla kota, ISBN 978-83-10-11487-7
- 2009: Miłość bez konserwantów, ISBN 978-83-10-11628-4
- 2009: Czego uszy nie widzą, ISBN 978-83-10-11742-7
- 2010: Wyciskacz do łez, ISBN 978-83-10-11853-0
- 2010: Bajka na astmę ISBN 978-83-930421-0-4
- Cykl Zosia z ulicy Kociej
  - 2011: Zosia z ulicy Kociej, ISBN 978-83-10-12207-0
  - 2012: Zosia z ulicy Kociej. Na tropie, ISBN 978-83-10-12268-1
  - 2013: Zosia z ulicy Kociej. Na wakacjach, ISBN 978-83-10-12374-9
  - 2013: Zosia z ulicy Kociej na zimę, ISBN 978-83-10-12438-8
  - 2014: Zosia z ulicy Kociej na wiosnę, ISBN 978-83-10-12513-2
  - 2014: Zosia z ulicy Kociej na wycieczce ISBN 978-83-10-12635-1
  - 2015: Zosia z ulicy Kociej - wielkie zmiany, ISBN 978-83-10-12795-2
  - 2015: Sekretnik Zosi z ulicy Kociej: zrób to sam, ISBN 978-83-10-12887-4
  - 2016: Zosia z ulicy Kociej w podróży, ISBN 978-83-10-12943-7
  - 2017: Zosia z ulicy Kociej. W ciekawych czasach, ISBN 978-83-10-13073-0
  - 2018: Zosia z ulicy Kociej. Na psa urok ISBN 978-83-10-13150-8
  - 2019: Zosia z ulicy Kociej. Na wygnaniu ISBN 978-83-10-13149-2
  - 2020 Zosia z ulicy kociej. Dolce Vita ISBN 978-83-10-13412-7
- 2011: Miłość niejedną ma minę, ISBN 978-83-10-11903-2
- 2012: Siostry Pancerne i pies, ISBN 978-83-237-5303-2
- 2013: Zasupłana historia, ISBN 978-83-237-7627-7
- 2013: O czym pada śnieg ISBN 978-83-64379-06-2
- 2014: Deszczowa zagadka inspektora Nielubca ISBN 978-83-64379-49-9
- 2014: Nawijka na skajpie ISBN 978-83-64379-10-9
- Cykl Koniki z Szumińskich Łąk
  - 2014: Marcysia, ISBN 978-83-237-7038-1
  - 2014: Roki, ISBN 978-83-237-7018-3
  - 2014 August, ISBN 978-83-237-7017-6
  - 2015: Aprilek, ISBN 978-83-281-0533-1
  - 2015: Dżunia, ISBN 978-83-281-0532-4
  - 2016: Majka, ISBN 978-83-281-1750-1
- 2015: Smażone tablety, ISBN 978-83-64379-77-2
- 2016: Lato Nieni, ISBN 978-83-65345-06-6
- Cykl Mania z ulicy OKciej
  - 2021 Mania z ulicy Okciej ISBN 978-83-10-13413-4
  - 2021 Mania z ulicy OKciej rusza na ratunek ISBN 978-83-10-13629-9
  - 2023 Mania z ulicy OKciej upiększa świat ISBN 978-83-10-13702-9
- 2022: Czego uszy nie widzą, ISBN 978-83-67296-02-1
- 2022: Miłość niejedną ma minę,ISBN 978-83-67296-01-4
- 2022: Wyciskacz do łez, ISBN 978-83-67296-00-7
- 2023: Lawendowe Przedszkole. Czułe bajeczki na radości i smuteczki, ISBN 978-83-8299-333-2

## Nagrody
- 2014 - Nominacja w konkursie Książka Roku, organizowanego przez Polską Sekcję IBBY za książkę Nawijka na skajpie[6]
- 2014 - Wyróżnienie w konkursie Lista Skarbów Muzeum Książki Dziecięcej 2014  za książkę Nawijka na skajpie[6]
- 2015 - Nagroda Literacka im. Kornela Makuszyńskiego za książkę Róże w garażu